# إيما شاه
إيما شاه (7 يونيو 1981-)، فنانه مسرحية كويتية من أب كويتي وأم إيرانية. وهي مغنية وممثلة وملحنة وكاتبة وعازفة غيتار وبيانو وراقصة ومخرجة مسرحية في المسرح النوعي.

## حياتها الشخصية
ولدت إيما لأم إيرانية وأب كويتي، هاجر جدُّها، وهو أمير أفغاني، إلى باكستان وعمل كعميل للمملكة المتحدة ضد ألمانيا النازية، وبعد الحرب، انتقل إلى الكويت وعمل كميكانيكي في قطاع النفط، وعند سفره إلى إيران، أُعجب بفتاة فطلب يدها وبعد العديد من المحاولات تزوجها، ثم أنجبا ابنةً تزوجت من رجل كويتي من عائلة مُتديَّنة، وتطلقَّا بعد أن أنجبا عددًا من الأبناء كان من بينهم إيما. تزوجت إيما وتطلقت للعديد من المرات، وتعرضت للعديد من التهجم خلال مسيرتها الفنية لأسباب عديدة، منها لتحررها الشديد في المجتمع الكويتي المُتحفِّظ نسبيًّا، ولتجتبها الخوض والتدخل في موضوع القضية الفلسطينية معللة بأنها ليست قضيتها، وحتى لغنائها باللغة العبرية.

## أعمالها وحياتها الفنية
أسست فرقة انثروبولوجي التي قدمت أول عروضها المسرحية الغنائية التعبيرية عندما أخرجت مسرحية النبي لجبران خليل جبران بتاريخي 17 يناير و17 مارس 2008 باللغتين العربية والإنجليزية، وأدت دور رجل في تلك المسرحية بالإضافة لكونها مخرجة المسرحية. وفازت ب 18 جائزة في مهرجانات الأفلام الدولية في الولايات المتحدة، منها جائزة أفضل فيلم دولي قصير في مهرجان نورث هوليوود السينمائي 2016 وست جوائز في مهرجان Best Short Competition في كاليفورنيا ومهرجان عالم الموسيقى والأفلام في واشنطن ومهرجان Winter Film Awards في نيويورك كأفضل فيديو موسيقي عن كليبها مشيني عالختيارة 2014 الذي رشح لأكثر من عشرة جوائز في مهرجانات الأفلام الدولية في العالم.
كما مثلت ايما في العديد من الأعمال مثل مسرحية الصمت لهارولد بنتر الذي أخذ جائزة نوبل للاداب 2005. ومثلت مسرحية (الخرتيت) لاوجين يونيسكو 2004. ومثلت مسرحية (الشاعر والعجوز 2008) الغنائية للكاتب الثوري الياباني الساموراي يوكيوميشيميا غنت فيها لايليا ابي ماضي (والذي نفسه بغير جمال). حازت على جائزة أفضل ممثلة دور ثاني في مهرجان مسرحي شبابي 2004 لمسرحيتها (يونيغلوب) والتي كانت عبارة عن توليفة عالمية لكل من ياك كارسونيا وشكسبير وراؤول هاسمان واحمد شوقي وولفريد جوودته وهورست هورسيل وهابنز موللر وماتيا بيكوفيك واستيفان اورسي(فيديو . على يوتيوب).وقدمت أيضا مسرحية ما قبل شكسبير الغنائية (فيديو . على يوتيوب) غنت فيها اغنيات ل الاصمعي مع ادائها الموسيقي على البيانو وادائها التمثيلي بدور ام عصام.وقدمت مسرحية مناظرة بين الليل والنهار الغنائية ل محمد افندي الجزائري للمخرج عبد العزيز الحداد والتي قدمت معه مسرحية (غربة مهرج)(فيديو . على يوتيوب) التعبيرية (مونودراما-بانتومايم) في مهرجان شعوب البحر الأبيض المتوسط الدولي في إيطاليا (بيشيليا)، وقدمت مسرحية (هوهو نونو) مع الفرقة الروسية للدمى، واخذت دور الغانية في مسرحية النيزك للكاتب فريدريك دورينمات، وقدمت عروض موسيقية من إنتاجها بعنوان «لا يمكننا الكتابة على صفحة سوداء» واعدادها وإخراجها ورقصها الفلامنكو وتلحينها لأكثر الأغاني وعزفها على البيانو والإيثار، والتي غنت فيها أغاني سياسية وإنسانية وفلسفية مع فرقتها فرقة انثروبولوجي من كتاب النبي ويسوع ابن الإنسان لجبران خليل جبران ولمحمود درويش (فيديو أغنية ابن الإنسان ولمحمود درويش والسير ارثر هبلز . على يوتيوب) ولجيفارا (فيديو أغنية لجيفارا وخطوة خارج الزمن بصوت ايما . على يوتيوب) وهتلر وراسبوتين ولانريكو ماسياس وأغاني عديده من كلماتها والحانها كما مزجت بين رقص الفلامنكو والتمثيل والعزف والافلام السينمائية والفنون التشكيلية وتقنية الرسم بالضوء.
لحنت مجموعة أغاني من كتاب يسوع ابن الإنسان والنبي لجبران خليل جبران (فيديو . على يوتيوب) وقدمته كعرض غنائي على الإيتار والبيانو مفرده في المتحف بمناسبة عرض مجموعة من الفنانات التشكيليات.
وقدمت أخيرا نصوص غنائية من كلماتها والحانها عرضتها على التلفزيون الوطني مثل أغنية (شاه"فيديو . على يوتيوب"-طيرا يبكي- خطوة خارج الزمن "فيديو . على يوتيوب") وخطوة خارج الزمن عنوان لرواية الكاتبة الأسترالية ميراندا لي، اما (شاه) فهي أغنية لجدها الأمير شاه زاده خان المتوفي في 4-2008. وتعاونت مع الكاتب السعودي مالك اصفير بنصين فلسفيين هما قرى جسدي وصوت الشيء. مثلت ايما في مشهد قصير في فيلم قصير اسمه موز للمخرج مقداد الكوت وهو فيلم ايحائي عن الجنس شارك في مهرجان الخليج السينمائي الثاني وحازت على جائزة اللجنة.
كتبت نصوصا مسرحية مصنفة لها طابعا رمزيا وغريبا، منها نص السركلية 2005 الذي كتب فيه المشهد الأخير باللغة الروسية يلعب فيه الشخصيات أقنعة زجاجية، تنحصر شخصياتها في مناطق ضيقة، مسرحية حمام محشو بلحم الخنزير الذي تعيش فيه امرأتان سيدة وخادمتها في حوضان، ومسرحية حمام محشو بشحم الخنزير، الذي فيه اربع شخوص فتاتان وشابان يقلدون الخنازير، ومسرحية ثعبان داخل حقيبتي المموهة وهي شخصية واحدة تسير بين مباني مائلة، ومسرحية ميتاري يولير التي فيها شخصيتان تسيران في خط مستقيم وهما عبارة عن خليتان جنسيتان.
كرمت ايما في 14-11-2006 من قبل اللجنة الوطنية الكويتية لليونسكو ومكتب اليونسكو الإقليمي (الدوحة) كفنانة تعبير حركي ضمن الورشة الإقليمية حول حرية التعبير والتي ادت فيها عملين في ندوة حرية التعبير مع الفنان عبد العزيز الحداد كمغنية وممثلة تعبير حركي، وكرمها مسرح (بلاستيسيينس فولانتس) (PLASTICIENS VOLANTS) الفرنسي في 21-6-2007 لمشاركتها في مسرحية السيمرغ مع الفرقة الفرنسية، ودرست ايما في محاضرات التصوير والإضاءة السينمائية على يد الفنان المصور القدير سعيد شيمي في 13 يناير 2009، وكرمت كفنانه متميزة من قبل مهرجان أيام المسرح في الدورة الثالثة في احتفالية اليوبيل الفضي.
درست فصلين قسم علم اصوات (اوبرا) في معهد فني الفنون للعلوم الموسيقية تدربت على يد مغنية الاوبرا السابقة المصرية عبير يحيى.
في عرضها الموسيقي «لا يمكننا الكتابة على صفحة سوداء» والذي كان بحضور سفير البوسنة والهرسك ياسين رواشدة والعديد من الشخصيات الفنية والثقافية مثل الكاتب الإيراني الدكتور جمشيد بور غنت بعدة لغات لمشاهير منها الأسبانية واليابانية والفرنسية والإنجليزية، والاغنية الأسبانية كانت أغنية نتالي عن الثوري الارجنتيني جيفارا، اما الأغنية الفرنسية فهي أغنية "oh guitar" للفرنسي انريكو ماسياس، وغنت أغنية راسبوتين لل "Bony M" مع فرقتها، اما باللغة العربية الفصحى والإنجليزية فكانت أغلبها لجبران خليل جبران وكلماتها. كما غنت أغنية هافا ناغيلا من التراث اليهودي والماخوذة عن داليدا باللغة الفرنسية والعبرية. غنت باللغة الأمازيغية من تلحينها في عروضها مع فرقتها في الكويت لنص فلسفي عن طفل يعيش في ظلام وهو من تاليف الناشط الليبي مهند بينانة الذي علمها نطق اللغة الأمازيغية وهي في رحلتها إلى اوكلاند نيوزيلندا. غنت في بارات اوكلاند مع موسيقي نيوزيلندي اسمه غيفين اغنياتها العربية والأمازيغية، وتعلمت نطق لغة شعوب الموري وهم السكان الاصليين ل نيوزيلندا قابلتهم وتعلمت تاريخهم الأسطوري.
قدمت ايما في 27-20-2009 ندوة بعنوان الإدارة هي النتائج، تجارب واقعية في إدارة فرق فنية، في ملتقى الثلاثاء الثقافي، كانت عن تجربتها في إدارة فرقتها وكيفية إنتاج مشروع، وانها في البداية فشلت واعادت تصحيح فشلها، تحدثت فيه عن العبء اللوجستي والانضباط وروح الفريق والملكية.
أنتجت سنة 2010 البوم سينك.. انفينيتي، الذي فيه خمس مواد صوتية من الحانها، أغنية امرأة من أقصى المدينة للكاتب محمد النبهان، واغنية ابن الإنسان لجبران خليل جبران عن المسيح، واغنية الراقصون من كتاب النبي لجبران خليل جبران، وقرى جسدي لمالك اصفير. لها البوما غنائيا انتج مع مخرجها الذي قدمت معه العديد من الأعمال عبد العزيز الحداد هو البوم الشاعر والعجوز عن مسرحيتهم ليوكيوميشيميا من مسرح العبث بعنوان الشاعر والعجوز. وقدمت سيدي سينغل أغنية قولي وين، ولها أغنية سينغل بعنوان متى سنة 2003.
قدمت ايما في الولايات المتحدة الأمريكية 2010 (SPEECH) وامسيات لمنظمة اكت فور اميريكا في كاليفورنيا وسجلت لها قناة هوب تي في في لوس انجلوس اغنياتها وفيديوكليبات. وفي الكويت تعاونت مع المخرجين الكويتي عبد الله والفلسطيني محمد عياد لتمثيل افلام ذات طابع فلسفي وجودي صامت واخر واقعي وخيالي راقص، تم ترشيح وعرض فيلمها ارجوحة (SWING) في مهرجان أبوظبي السينمائي 2011 الذي نال اعجاب الجمهور، اما فيلما مع محمد عياد فقد عرض في مهرجان دبي السينمائي الدولي 2011.

## المؤلفات
كتبت إيما مقالة بحثية عن علوم الإنسان والاجتماع بعنوان «اللغة المطرودة والحديث العالمي» وقد نشرت في صحيفة المنعطف المغربية على مدى أربعة أسابيع لأربع حلقات متتالية في الملحق الفني باشراف الصحفي عبد العزيز بنعبو ومقدمة للباحث والكاتب المغربي محمد ربيعة، نشرت الحلقة الأولى في العدد 5396 بتاريخ 3 مارس 2017، ونشرت الحلقة الثانية في 11 مارس، وتم نشر الحلقة الثالثة في 18 مارس، والمقالة البحثية هي تجربة مختصرة وشاملة عن تجارب علمية عملية في ما يخص اللغة والعرض الفني وصراع الإنسان التاريخي من خلال الأعمال الفنية المعروضة.
أيضا لدى إيما كتاب بعنوان «المعضلة» لم يتم نشره حتى الآن، وقد طلبته دارين للنشر ولم يقوما بنشره وقد صرحت إيما بأنها قد أعطت حقوق الكتاب كاملةً لناشط عراقي بعد وفاتها في الولايات المتحدة شرط ان يقوم بنشره.

## أعمالها

### ديسكوغرافيا
ألبومات
- ألبوم مسرحية الشاعر والعجوز 2008.
- ألبوم Sync Infinity 2010
- ألبوم Emagination 2017

أغانٍ
- سلام (شركة الحداد للإنتاج الفني) 2006.
- قولي وين (شركة ساوند فيجن) 2007.
- اوه يامال (مسلسل اوه يا مال) 2008.
- حكاية عظيمة (مسرح الطفل في جمعية الثقافة والفنون في الدمام برعاية ارامكو) 2013.

ڤيديوات موسيقية
- ان الحياة 2010
- ابعاد 2012
- صباح 2013
- مشيني عالختيارة 2014
- علقيني 2015
- العطاء 2017

### أفلام
- موز (2009)
- أرجوحة (2011)
- أتمنى لو كنا راقصين (2011)
- من قتل سارة (2015)

### فيديوات موسيقية من إخراجها لفرق أخرى
- تشوز تو سي (فرقة سو انتينس الأمريكية) 2012
- هي مستر (فرقة راكيل الاميريكية) 2012

## الجوائز والترشيحات
- مهرجان المسرح للشباب |الكويت|
  - 2004 - جائزة أفضل ممثلة دور ثاني عن مسرحية يونيغلوب

فازت الفنانة ايما ب 21 جائزة في مهرجانات الافلام الدولية:
- مهرجان مسابقة بيست شورتس الدولي للافلام |كاليفورنيا، الولايات المتحدة الاميريكية|
  - 2013 - جائزة أفضل فيديو كليب |مشيني عالختيارة| Award of Merit Best Music Video
  - 2013 - جائزة أفضل مشهد تاثيري: القيمة الترفيهية |مشيني عالختيارة| Award of Merit Viewer Impact: Entertainment Value
  - 2013 - جائزة أفضل اخراج فني |مشيني عالختيارة| Award of Merit Art Direction
  - 2013 - جائزة أفضل مفهوم |مشيني عالختيارة| Awards of Excellence Concept
  - 2013 - جائزة أفضل تاثير مشهدي: التحفيز والإلهام |مشيني عالختيارة| Awards of Excellence Viewer Impact: Motivational/Inspirational
- مهرجان باك ان ذا بوكس الدولي للافلام |كاليفورنيا، الولايات المتحدة الاميريكية|
  - 2013 - جائزة أفضل فيلم قصير نهائي Finalist Best Short Film
- مهرجان جوائز ونتر الدولي للافلام |نيويورك، الولايات المتحدة الاميريكية|
  - 2014 - أفضل فيديو كليب
- مهرجان فندق الرعب الدولي للافلام |اوهايو، الولايات المتحدة الاميريكية|
  - 2014 - المركز الأول/ أفضل فيديو كليب
- مسابقة ذا اكولايد الدولي للافلام |كاليفورنيا، الولايات المتحدة الاميريكية|
  - 2014 - جائزة أفضل فيديو كليب Award of Excellence Music Videos
  - 2014 - جائزة أفضل إخراج فني Award of Excellence Art Direction
  - 2014 - جائزة التوجيه الاخراجي Award of Merit Direction
  - 2014 - جائزة أفضل ازياء Award of Merit Costume Design
- مهرجان عالم الموسيقى والافلام الدولي|واشنغطن، الولايات المتحدة الاميريكية|
  - 2014 - جائزة أفضل فيديو كليب
- مهرجان جوائز ذا اندي الدولي للافلام |كاليفورنيا، الولايات المتحدة الاميريكية|
  - 2014 - جائزة أفضل فيديو كليب |مشيني عالختيارة| Award of Merit Best Music Video
- مهرجان سانت البانس الدولي للافلام. ترشيحات |بريطانيا العظمى|
  - 2014 - أفضل فيديو كليب |مرشح|
- مهرجان توينكيم الايف الدولي للافلام |بريطانيا العظمى|Twickenham Alive Film Festival
  - 2014 - جائزة أفضل فيديو كليب Best Music Video
- مهرجان بي فيلم ذا اندير غراوند الدولي للافلام. ترشيحات |نيويورك، الولايات المتحدة الاميريكية|
  - 2014 - أفضل فيديو كليب |مرشح|
- مهرجان جوائز الموسيقى العالمي (GMA) |كاليفورنيا، الولايات المتحدة الاميريكية|
  - 2015 - الميدالية البرونزية «أفضل مغنية» عن فيديو كليب «علقيني»
  - 2015 - الميدالية البرونزية «أفضل كلمات أغنية» عن أغنية «علقيني»
- مهرجان ذا نورثيرن فيرجينيا للافلام (The Northern Virginia International FilmFestival) |فرجينيا، الولايات المتحدة الاميريكية|
  - 2015 - جائزة أفضل فيديو كليب Best Music Video
- مهرجان لوس انجلوس الدولي للسينما (Los Angeles Independent Film Festival Awards) |هوليوود، الولايات المتحدة الاميريكية|
  - 2015 - جائزة أفضل فيديو كليب Best Music Video
- الاتحاد السفاردي الاميريكي |نيويورك، الولايات المتحدة الاميريكية| 
  - 2016 - جائزة الاتحاد للموسيقى (شخصية مختارة).
- مهرجان نورث هوليوود السينمائي (North Hollywood Cinema Festival) | هوليوود، الولايات المتحدة الاميريكية|
  - 2016 - جائزة أفضل فيلم دولي قصير Best International Short Film

## عضوياتها
- 2004 - حتى الآن: عضوة مسؤولة في فرقة الشمس المشرقة للعرائس في الكويت.
- 2006 - حتى الآن: عضوة في نادي السينما الكويتي.
- 2006 - حتى الآن: عضوة في رابطة الشباب الوطني الديمقراطي (رئيس اللجنة الثقافية).
- 2006 - حتى الآن: عضوة في المنبر الديموقراطي في الكويت.
- 2007 - حتى الآن: عضوة في مسرح دبي.
- 2006- حتى الآن: رئيس فرقة انثروبولوجي
- 2009 - حتى الآن: عضوة في جمعية حقوق الإنسان
- 2009 - حتى الآن: عضوة في نادي سيدات الأعمال والمهنيات BPW

## معرض صور

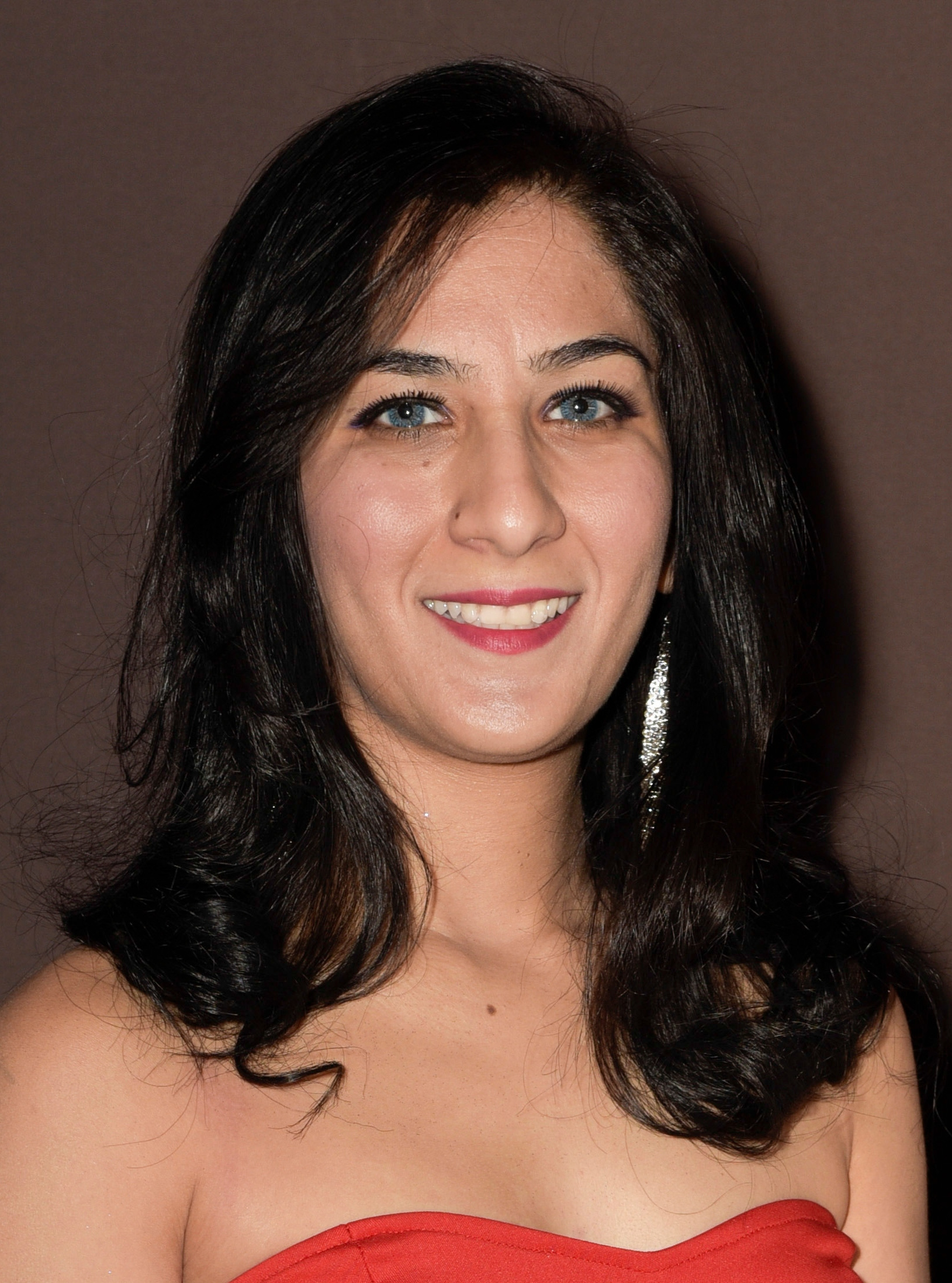
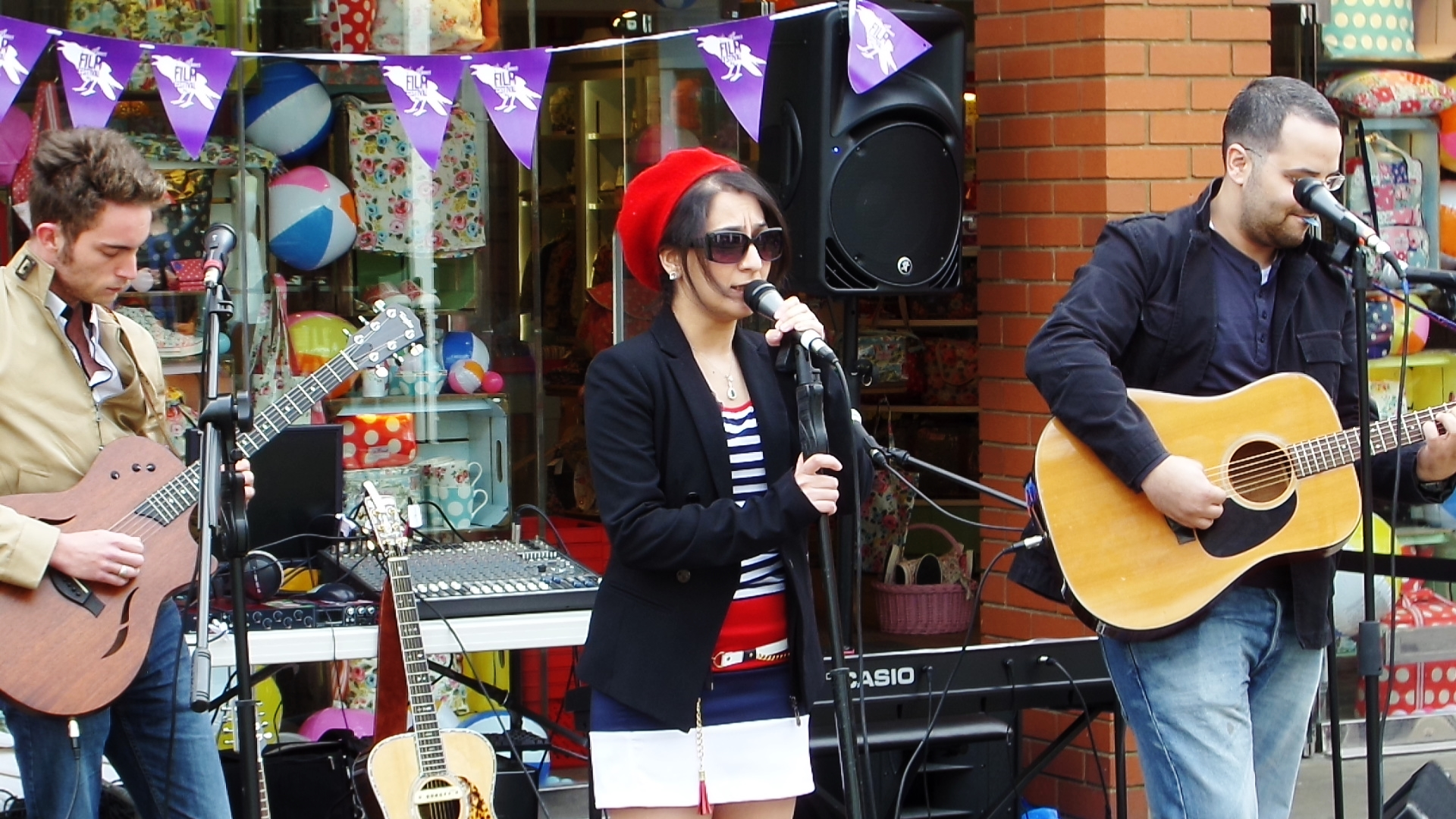
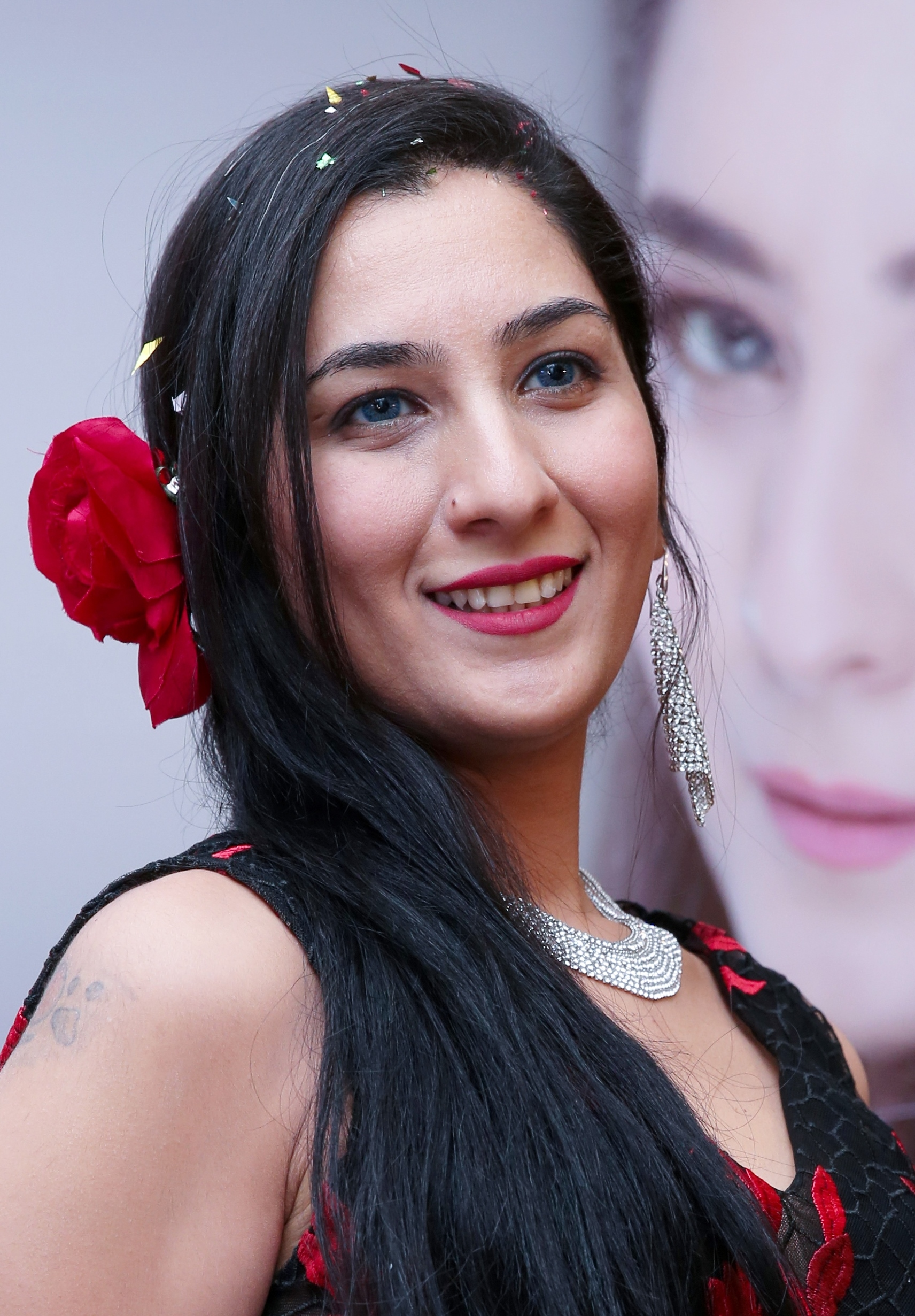
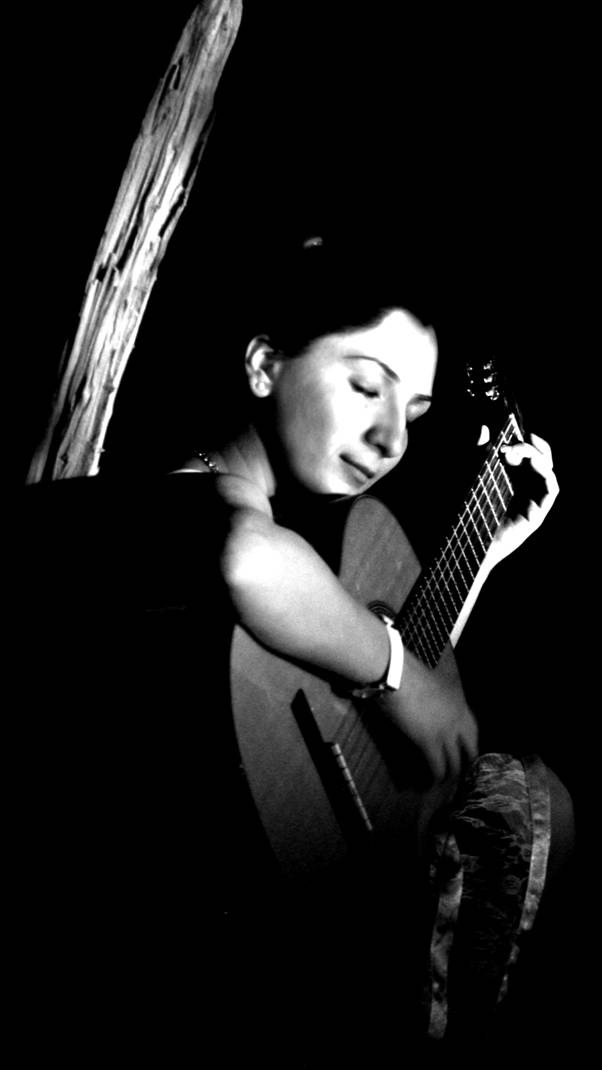
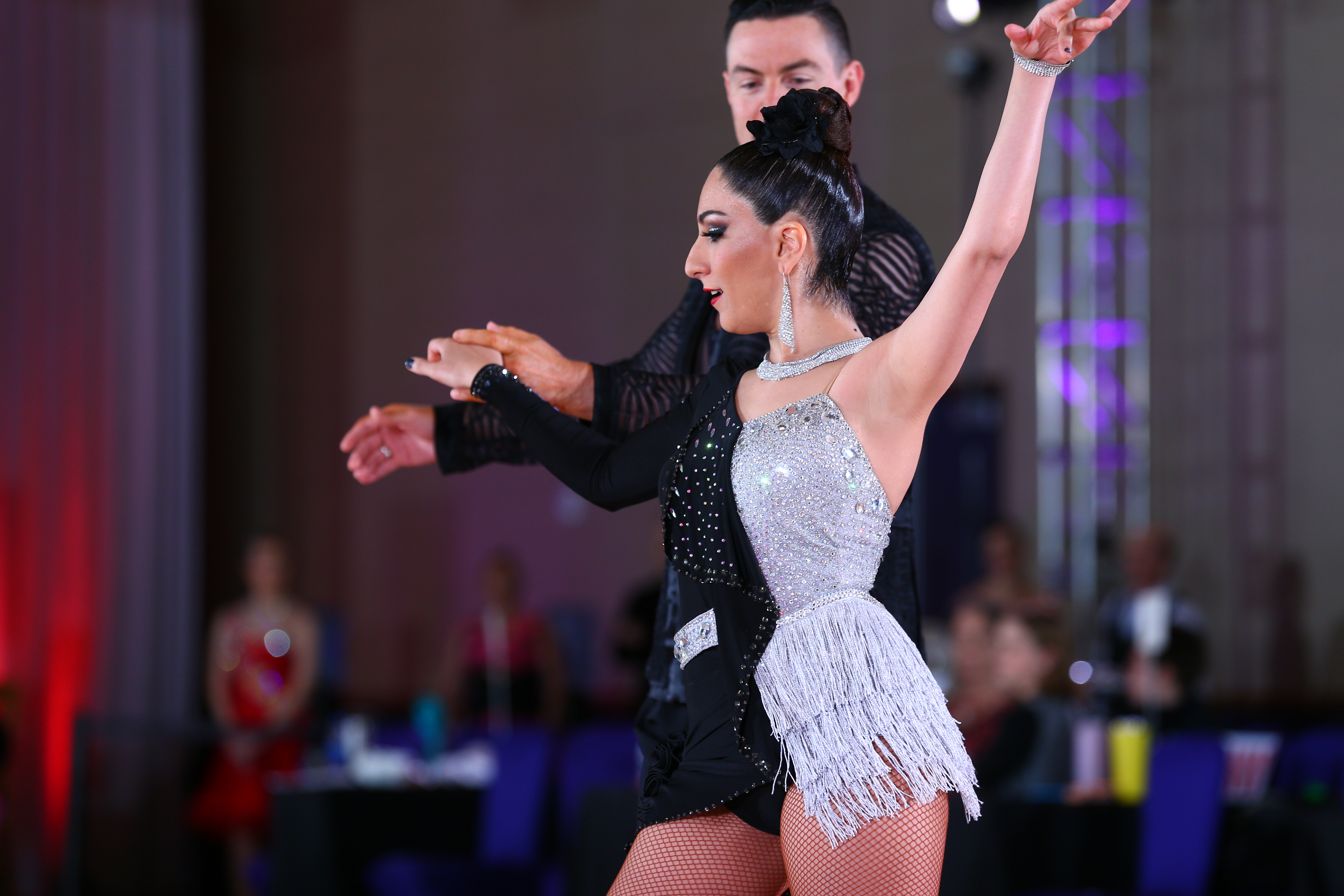

## روابط خارجية
- إيما شاه على موقع IMDb (الإنجليزية)
- إيما شاه على موقع قاعدة بيانات الفيلم (الإنجليزية)